# Zelotes paroculus
Zelotes paroculus är en spindelart som beskrevs av Simon 1914. Zelotes paroculus ingår i släktet Zelotes och familjen plattbuksspindlar. Inga underarter finns listade i Catalogue of Life.